# DASH7
DASH7 Alliance Protocol (D7A) è un protocollo di rete per attuatori e sensori senza fili open source che opera a 433 MHz, 868 MHz and 915 MHz nelle bande ISM e SRD che ha origine dallo standard internazionale ISO/IEC 18000-7.
DASH7 conferisce alle batteria una vita pluriennale, agendo fino a 2km in bassa latenza per connettere oggetti in movimento, con una pila di protocollo davvero piccola con una crittografia a chiave condivisa AES a 128bit ed un trasferimento di dati fino a 167 kbit/s.
il protocollo DASH7 alliance è il nome della tecnologia promossa dal consorzio no profit DASH7 Alliance. 
A maggio 2015, La DASH7 Alliance pubblica la versione 1.0 del protocollo.
A gennaio 2017, La DASH7 Alliance pubblica il rilascio della versione 1.1 del protocollo migliorando le parti di sicurezza e interoperabilità.

## Caratteristiche tecniche
- Tecnologia di rete BLAST
- Sub 1-Ghz: usa le frequenze 433, 868 e 916 MHz
- Comunicazioni Tag-to-tag
- Localizzazione ha un ordine del metro
- Protocollo di interrogazione integrato che minimizza i "round-trip"
- Intervallo di link fino a 140 dB con una potenza di trasmissione di 27 dBm
- Interoperabilità: è un corso un programma di certificazione dei dispositivi. L'interfaccia wireless fisica non è coperta da certificazione
- Modulazioni alternative